# Nicole Joens

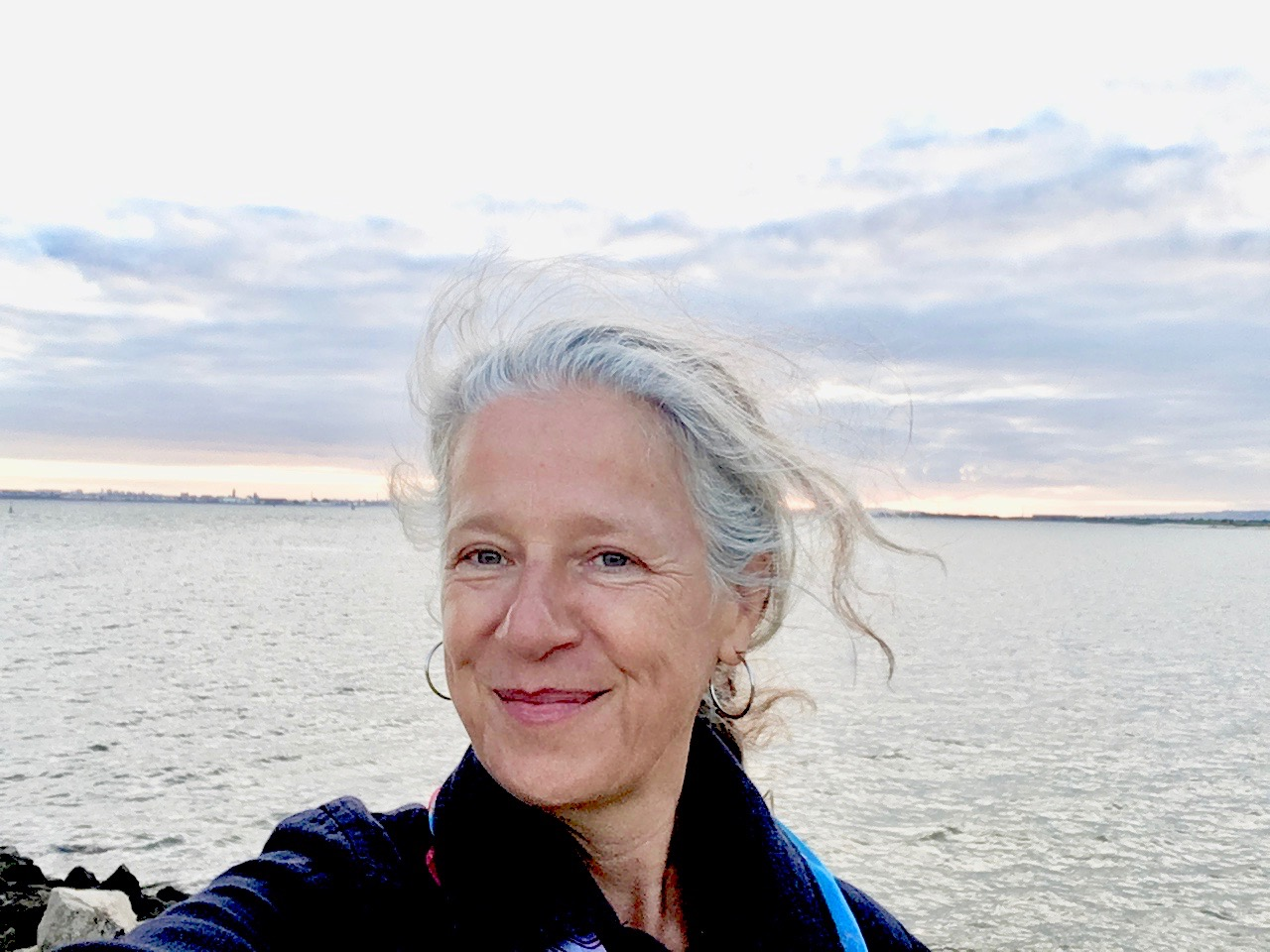
Nicole Joens. Selfie 2019

Nicole Joens (geboren als Nicole Houwer am 25. Dezember 1961 in München) ist eine deutsche Drehbuchautorin, Filmproduzentin, Autorin von Sachbüchern, Romanen, Kurzgeschichten und Kriminalromanen, sowie eine Verlegerin und Herausgeberin bei CINDIGOfilm GmbH.

## Leben
Nicole Joens wurde 1961 in München geboren, ging nach dem Abitur für sieben Jahre in die USA. Sie schloss ihr Filmhochschulstudium 1986 am Hunter College in New York ab und arbeitete einige Jahre als Editor in den USA im Bereich Dokumentarfilm (National Geographic Society, Metropolitan Museum of Art, PBS). Ihr späterer Schwerpunkt war der Musikdokumentarfilm (Karajan in Salzburg, Pavarotti in China – Distant Harmony, The Stations of Bach) und führte zurück nach Deutschland. Ab 1991 arbeitete sie zunächst als Regieassistentin bei Parsmedia für Dokumentarfilme wie Celibidache von Jan Schmidt-Garre. Parallel dazu entstanden erste Drehbücher im Bereich Kino/Kinderfilm, die von dem FFF Bayern gefördert wurden.
Ihr Fernsehspieldebüt als Drehbuchautorin gab sie 1997 beim WDR mit Margarethe von Trottas Winterkind. Es folgten weitere Fernsehfilme, Fernsehserien und Seifenopern für ARD und ZDF (Marienhof, Am liebsten Marlene, Forsthaus Falkenau, Die Rettungsflieger). Im Jahr 2010 veröffentlichte sie ihren ersten Roman beim Piper Verlag Maria sucht Josef. Es folgten weitere Buchveröffentlichungen. Romane, Kurzgeschichten und Sachbücher beim Piper Verlag, Diana Verlag und bei CINDIGO.
Im Jahr 2010 gründete Nicole Joens die CINDIGOfilm GmbH und produzierte mit dem WDR den Kino-Dokumentarfilm Woodstock in Timbuktu – die Kunst des Widerstands der Regisseurin Désirée von Trotha, der das Prädikat besonders wertvoll erhielt und weltweit auf Festivals lief.

## Filmografie Drehbuch
- 1991: Verflixt und zugenäht (gefördert durch FFF)
- 1992: Teddy’s Weltreise (gefördert durch FFF)
- 1997: Winterkind (WDR)
- 1999/2000: Am liebsten Marlene (ZDF)
- 2000–2003: Forsthaus Falkenau (ZDF)
- 2001: Besuch aus Bangkok (WDR)
- 2002–2005: Die Rettungsflieger (ZDF)
- 2008: Das Glück am Horizont (ARD Degeto)
- 2008: Maria sucht Josef (gefördert durch FFF)

## Veröffentlichte Bücher
- Maria sucht Josef, ISBN 978-3-492-25958-3
- Hopfenkönigin, ISBN 978-3-944251-26-4
- Glycinienmord, ISBN 978-3-944251-19-6
- Tal der Tausendnebel, ISBN 978-3-944251-38-7 (Pseudonym Noemi Jordan)
- Insel der schwarzen Perlen, ISBN 978-3-492-27286-5
- Korrupte Medienmacht. Wege aus dem Sumpf, CINDIGObooks 2015, ISBN 978-3-944251-42-4
- Tanz der Zitronen, ISBN 978-3-944251-13-4